# Suore francescane del Cuore di Maria
Le Suore Francescane del Cuore di Maria (in portoghese Irmãs Franciscanas do Coração de Maria) sono un istituto religioso femminile di diritto pontificio: le suore di questa congregazione pospongono al loro nome la sigla C.I.F.C.M.

## Storia
Le origini della congregazione risalgono all'orfanotrofio inaugurato nel 1898 a Piracicaba da Antonia Martins de Macedo, superiora della locale fraternità di terziarie secolari francescane, insieme con il cappuccino Luigi Maria da San Giacomo Zuccali.
Il 30 settembre 1900, con il permesso del vescovo di São Paulo, le terziarie vestirono l'abito religioso costituendosi in congregazione: nel 1908, per la divisione della diocesi di São Paulo, la comunità passò sotto la giurisdizione del vescovo di Campinas, che eresse canonicamente l'istituto il 28 marzo 1928.
L'istituto, aggregato all'ordine cappuccino dal 25 agosto 1921, ricevette il pontificio decreto di lode il 2 dicembre 1945 e le sue costituzioni furono approvate definitivamente il 6 dicembre 1956.

## Attività e diffusione
Le religiose si dedicano all'istruzione e all'educazione cristiana della gioventù, alla cura di anziani e malati e alle opere parrocchiali.
Oltre che in Brasile, le suore sono presenti in Mozambico; la sede generalizia è a Campinas.
Alla fine del 2011 la congregazione contava 159 religiose in 26 case.